# MultiFinder
MultiFinder est un module d'extension pour Macintosh d'Apple, présenté le 11 août 1987 et inclus dans le Système 4.2. Il apporte la capacité du multitâche coopératif au système, permettant ainsi de faire fonctionner plusieurs applications en même temps, chose impossible auparavant.
Avec l'arrivée de Système 7, MultiFinder a été intégré au système, dont il est resté un élément central jusqu'à l'arrivée de Mac OS X.

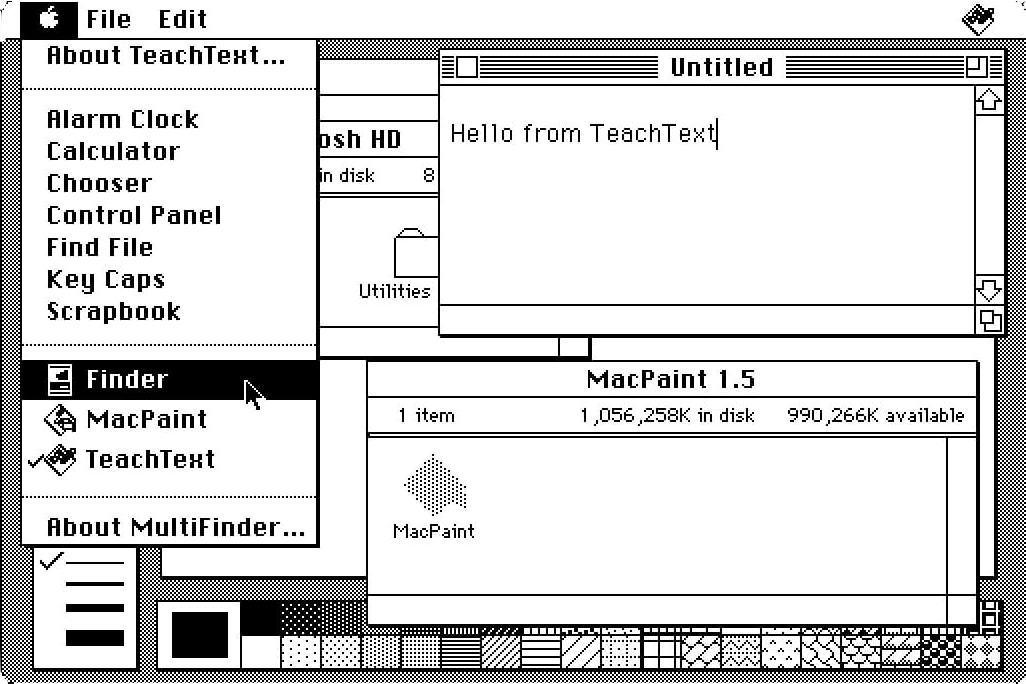
Utilisation du MultiFinder sur le Système 4.2